# ديني مكنمارا

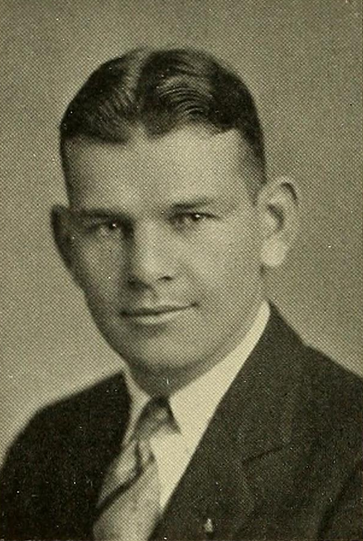
ديني ميكنمارا

ديني مكنمارا (بالإنجليزية: Dinny McNamara)‏ هو لاعب كرة قدم أمريكية أمريكي، ولد في 16 سبتمبر 1905 في ليكسينغتون في الولايات المتحدة، وتوفي في 20 ديسمبر 1963 في أرلينغتون ‏ في الولايات المتحدة.

## وصلات خارجية
- ديني مكنمارا على موقعبيزبول رفرنس.كوم (الدوري الرئيسي) (الإنجليزية)
- ديني مكنمارا على موقعبيزبول رفرنس.كوم (الدوري الثانوي) (الإنجليزية)